# Glenmora
Glenmora és una població dels Estats Units a l'estat de Louisiana. Segons el cens del 2000 tenia 1.558 habitants.

## Demografia
Segons el cens del 2000, Glenmora tenia 1.558 habitants, 615 habitatges, i 415 famílies. La densitat de població era de 345,7 habitants/km².
Dels 615 habitatges en un 34,3% hi vivien nens de menys de 18 anys, en un 45,5% hi vivien parelles casades, en un 19,2% dones solteres, i en un 32,5% no eren unitats familiars. En el 28,6% dels habitatges hi vivien persones soles el 14,5% de les quals corresponia a persones de 65 anys o més que vivien soles. El nombre mitjà de persones vivint en cada habitatge era de 2,53 i el nombre mitjà de persones que vivien en cada família era de 3,1.
Per edats la població es repartia de la següent manera: un 29,9% tenia menys de 18 anys, un 10% entre 18 i 24, un 25,2% entre 25 i 44, un 18,6% de 45 a 60 i un 16,3% 65 anys o més.
L'edat mediana era de 35 anys. Per cada 100 dones de 18 o més anys hi havia 78,7 homes.
La renda mediana per habitatge era de 21.736 $ i la renda mediana per família de 26.739 $. Els homes tenien una renda mediana de 26.328 $ mentre que les dones 18.750 $. La renda per capita de la població era d'11.535 $. Entorn del 22,1% de les famílies i el 27,3% de la població estaven per davall del llindar de pobresa.

## Poblacions més properes
El següent diagrama mostra les poblacions més properes.